# Noms del Llevant

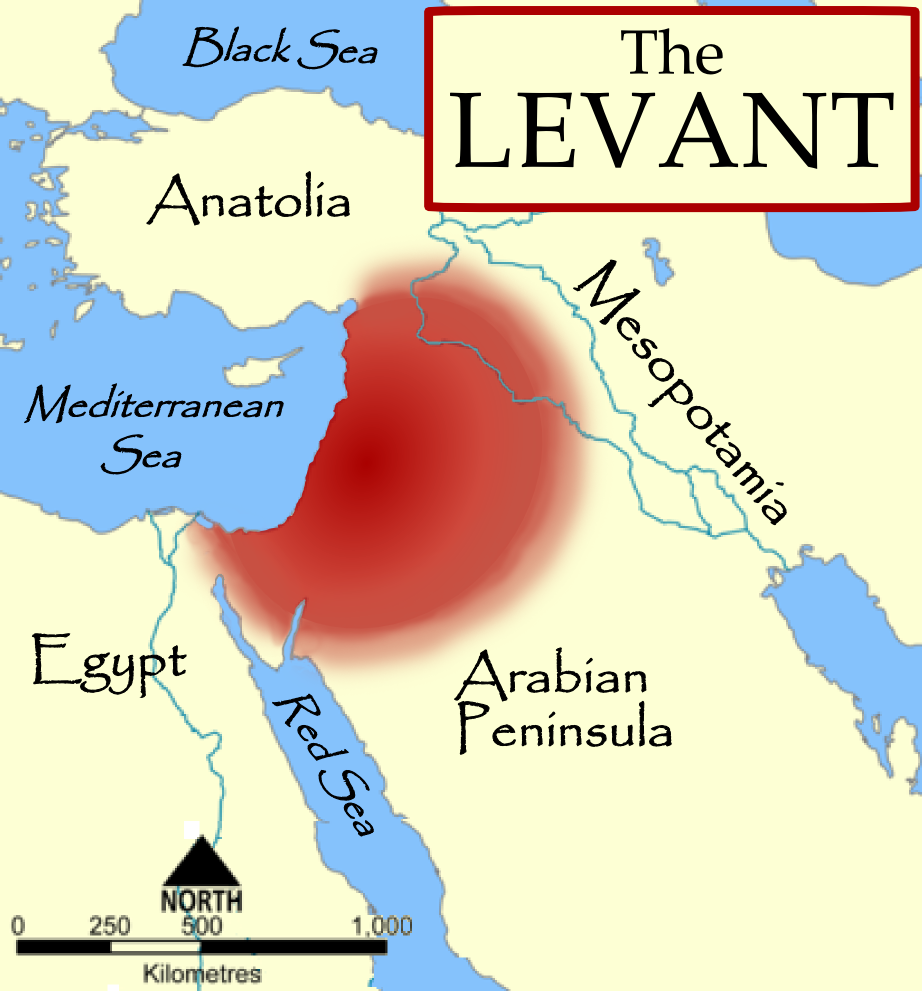
Mapa del Llevant

Al llarg de la història registrada, la regió de l'Orient Mitjà o parts d'aquesta ha rebut nombrosos noms, que s'han aplicat a una part o a tot el Llevant. De vegades, dos o més d'aquests noms han estat utilitzats simultàniament per diferents cultures o sectes. Com a resultat natural, alguns dels noms del Llevant tenen una gran càrrega política. Potser el menys polititzat sigui el del propi «Llevant», equivalent el terme àrab al-Màixriq (en àrab المشرق, al-Maxriq, literalment «la terra on surt el sol»), donat a la regió per la seva ubicació a l'est de la mar Mediterrània.

## Etimologia
El terme Llevant, del llatí levare, comença a ser utilitzat amb el sentit de territoris a l'est d'Itàlia al voltant de 1497, i fins al segle xix el terme aleshores incorporava totes les regions sota l'Imperi Otomà, inclosa Grècia.
Etimologies similars es troben en grec —Ἀνατολή, Anatole—, en alemany —Morgenland, literalment «terra del matí»—, en italià —per exemple a Riviera di Levante, la porció de la costa de Ligúria a l'est de Gènova—, en hongarès —Kelet—, en castellà —Levante—, en català —Llevant, «punt visible de l'horitzó pel qual surt el sol»— i en hebreu —מִזְרָח, mizrāḥ. De fet, també Orient té el seu origen en el mot llatí oriens que significa «est,» literalment «ascendent,» que deriva del llatí orior «sortir el sol.»

## Antiguitat

### Retenu
Els antics egipcis nomenaven Re Levaenu al Llevant. Els textos egipcis antics, cap al segle 14 a. C. nomenaven a tota la zona costanera al llarg de la Mar Mediterrània entre el modern Egipte i Turquia rṯnw (convencionalment Retenu). Retenu es va subdividir en quatre regions: 
- Kharu (ḥ ꜣ -rw), Nord de Síria, Amurru, Síria del Sud (la terra dels amorreus bíblics),
- Rmnn, Líban,
- Ysriar (ysrỉ ꜣ r), Israel,
- Djahy (ḏ ꜣ hy; Ṯahi, Ḏahi), la regió de Palestina —que comprèn el sud i el centre Llevant-oest del riu Jordà i el sud del Líban i tots els regnes, territoris, tribus, etc., que van existir dintre d'aquesta regió més o menys aproximada.[6]

A les Cartes d'Amarna, escrites en cuneïforme accadi, al sud del Llevant se l'anomenava kn'nw (Kananu) i a Gaza com p-kn'n (pe-Kanan).

## Medieval i modern

L'any 1135, amb els estats croats d'Outremer marcats amb creus roges.

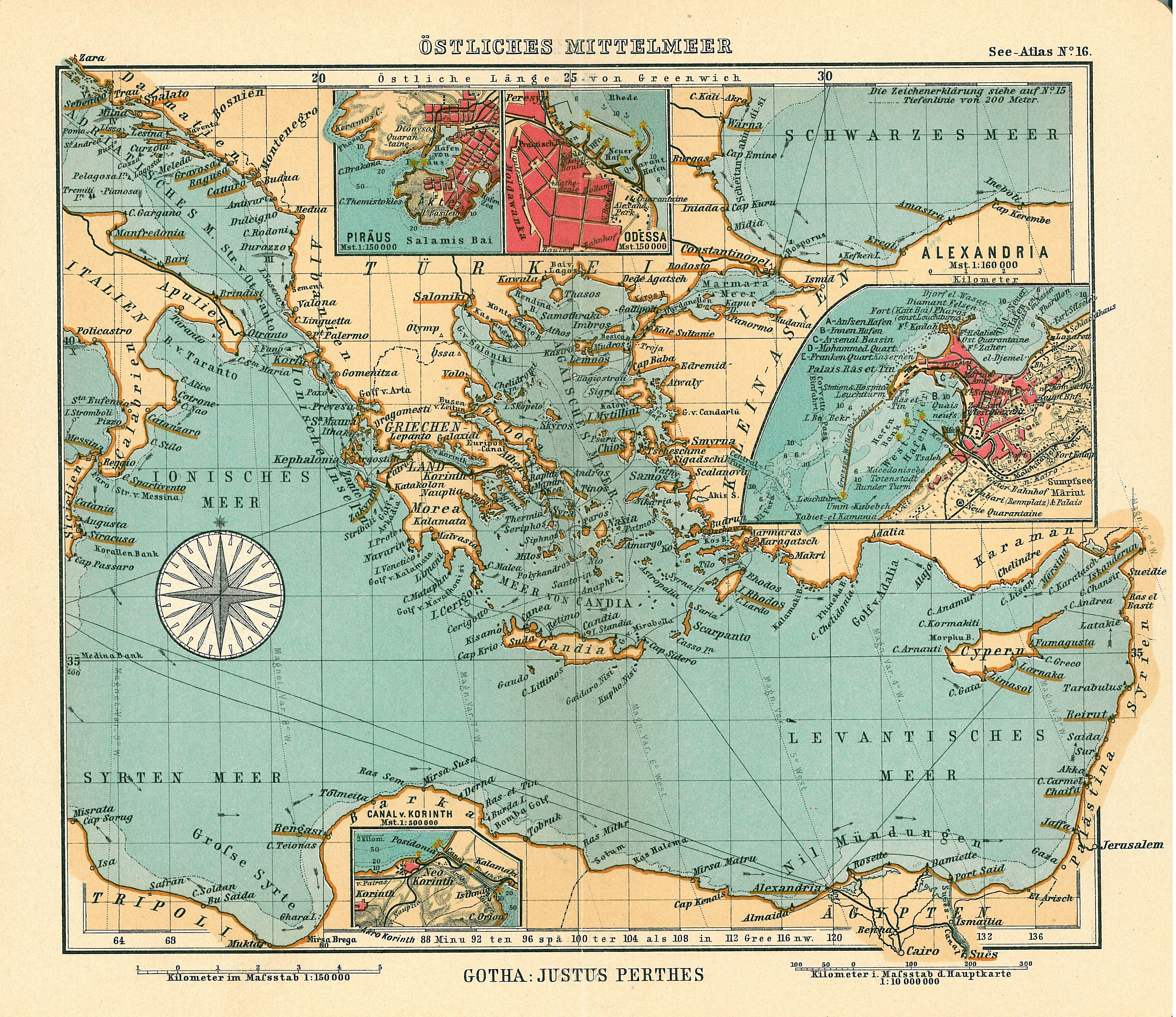
Mediterrània oriental en un mapa alemany de 1906 (Justhus Perthes See Atlas: Őstliches Mittelmeer).

### Xam
Xam o aix-Xam (de l'àrab الشام. ax-Xām) prové d'una arrel àrab que significa «esquerra» o «nord»: es va convertir en el nom del Llevant (Síria romana d'Orient) després de la seva conquesta per l'islam.
A l'antiguitat, Baal Shamin (en arameu: ܒܥܠ ܫܡܝܢ), literalment «senyor dels cels», era un déu del cel semític a Canaan / Fenícia i a l'antiga Palmira. Per tant, Xam es refereix al cel.

### Outremer
Outremer (del francès outre-mer, que significa «a l'estranger») era un nom general usat per als estats croats ; es va originar després de les victòries dels europeus en la Primera Croada i es va aplicar al Comtat d'Edessa, el Principat d'Antioquia, el Comtat de Trípoli, i especialment el Regne de Jerusalem. Durant el Renaixement, el terme va anar sent equiparat a la zona del Llevant i continua sent sinònim de Terra Santa.

### Llevant Superior
La Companyia Anglesa de Llevant va ser fundada el 1581 per comerciar amb l'Imperi Otomà, i el 1670 la Compagnie du Levant francesa va ser fundada amb el mateix propòsit. En aquest moment, l'Extrem Orient era conegut com el Llevant Superior.

### Estats de Llevant
Quan Gran Bretanya va assumir el control de Palestina després de la Primera Guerra Mundial, els governadors van adoptar el terme, i els mandats francesos a Síria i el Líban des de 1920 a 1946 van ser nomenats els estats de Llevant. El terme va arribar a ésser comú entre els arqueòlegs de l'època per referir-se a moltes excavacions, per exemple Ebla, Cadeix i Ugarit. Atès que aquests llocs no es podien classificar com a mesopotàmics, nord-africans o àrabs, van començar a ésser nomenats llevantins.

### Mediterrània oriental
Mediterrània oriental és un terme que denota les terres o estats geogràficament a l'est, o prop de l'est de la mar Mediterrània, o amb afinitats culturals a aquesta regió. La Mediterrània Oriental inclou Xipre, Síria el Líban, Palestina, Israel i Jordània. El terme mediterrani deriva de la paraula llatina mediterraneus, que significa "en el mig de la terra" o "entre terres". Això és degut a la posició intermèdia del mar entre els continents de l'Àfrica i Europa.

### Llevant
Llevant és un terme utilitzat avui pels arqueòlegs i els historiadors per referir-se a la prehistòria i a la història antiga i medieval de la regió. El terme també s'utilitza de tant en tant per referir-se a esdeveniments moderns o contemporanis, a la gent i a estats, o a parts dels estats de la mateixa regió, Israel, Jordània, el Líban, Síria i els Territoris Palestins. Diversos investigadors inclouen l'illa de Xipre en estudis llevantins, l'Institut d'Arqueologia de l'UCL, [19] ha datat la connexió entre Xipre i el Llevant continental a començaments de l'edat del ferro. Els arqueòlegs que cerquen una orientació neutral que no sigui ni bíblica ni nacional han usat termes com la «arqueologia llevantina» i la «arqueologia del sud de Llevant».